# Кубок Англії з футболу 2006—2007
Кубок Англії з футболу 2006—2007 — 126-й розіграш найстарішого футбольного турніру у світі, Кубка виклику Футбольної Асоціації, також відомого як Кубок Англії.

## Календар
| Раунд                        | Дата                 | Матчів | Клубів    | Нові клуби   | Призова сума |
| ---------------------------- | -------------------- | ------ | --------- | ------------ | ------------ |
| Екстрапопередній раунд       | 19 серпня 2006       | 129    | 687 → 558 | —            | £ 500        |
| Попередній раунд             | 2 вересня 2006       | 166    | 558 → 392 | 203: 227—429 | £ 1 000      |
| Перший раунд кваліфікації    | 16 вересня 2006      | 116    | 392 → 276 | 66: 161—226  | £ 2 250      |
| Другий раунд кваліфікації    | 30 вересня 2006      | 80     | 276 → 196 | 44: 117—160  | £ 3 750      |
| Третій раунд кваліфікації    | 14 жовтня 2006       | 40     | 196 → 156 | —            | £ 5 000      |
| Четвертий раунд кваліфікації | 28 жовтня 2006       | 32     | 156 → 124 | 24: 93-116   | £ 10 000     |
| Перший раунд                 | 10-13 листопада 2006 | 40     | 124 → 84  | 48: 45-92    | £ 16 000     |
| Другий раунд                 | 1-3 грудня 2006      | 20     | 84 → 64   | —            | £ 24 000     |
| Третій раунд                 | 5-9 січня 2007       | 32     | 64 → 32   | 44: 1-44     | £ 40 000     |
| Четвертий раунд              | 27-28 січня 2007     | 16     | 32 → 16   | —            | £ 60 000     |
| П'ятий раунд                 | 17-18 лютого 2007    | 8      | 16 → 8    | —            | £ 120 000    |
| Шостий раунд                 | 10-11 березня 2007   | 4      | 8 → 4     | —            | £ 300 000    |
| Півфінали                    | 14-15 квітня 2007    | 2      | 4 → 2     | —            | £ 900 000    |
| Фінал                        | 19 травня 2007       | 1      | 2 → 1     | —            | £ 1 000 000  |

## Кваліфікаційні раунди
Усі клуби, що беруть участь у змаганнях, але не грають Прем'єр-лізі або в Чемпіоншипі повинні пройти кваліфікаційні раунди.

## Перший раунд
На цій стадії турніру починають грати клуби з Першої та Другої ліг.
| Дата                      | Господарі                | Рахунок      | Гості                  | Глядачі |
| ------------------------- | ------------------------ | ------------ | ---------------------- | ------- |
| 10 листопада              | Челтенгем Таун           | 0:0          | Сканторп Юнайтед       | 2 721   |
| 21 листопада Перегравання | Сканторп Юнайтед         | 2:0          | Челтенгем Таун         | 3 074   |
| 11 листопада              | Барроу                   | 2:3          | Бристоль Роверз        | 2 939   |
| 11 листопада              | Бішопс Сторфорд          | 3:5          | Кінгз Лінн             | 1 750   |
| 11 листопада              | Борнмут                  | 4:0          | Бостон Юнайтед         | 4 263   |
| 11 листопада              | Бредфорд Сіті            | 4:0          | Кру Александра         | 3 483   |
| 11 листопада              | Брентфорд                | 0:1          | Донкастер Роверз       | 3 607   |
| 11 листопада              | Брайтон енд Гоув Альбіон | 8:0          | Нортвіч Вікторія       | 4 487   |
| 11 листопада              | Бертон Альбіон           | 1:2          | Тамверт                | 4 150   |
| 11 листопада              | Челмсфорд Сіті           | 1:1          | Олдершот Таун          | 2 838   |
| 21 листопада Перегравання | Олдершот Таун            | 2:0          | Челмсфорд Сіті         | 2 731   |
| 11 листопада              | Честерфілд               | 0:1          | Бейсинстоук Таун       | 3 539   |
| 11 листопада              | Клівідон Таун            | 1:4          | Честер Сіті            | 2 261   |
| 11 листопада              | Ексетер Сіті             | 1:2          | Стокпорт Каунті        | 4 454   |
| 11 листопада              | Гейнсборо Трініті        | 1:3          | Барнет                 | 1 914   |
| 11 листопада              | Джиллінгем               | 4:1          | Бромлі                 | 5 547   |
| 11 листопада              | Гаддерсфілд Таун         | 0:1          | Блекпул                | 6 597   |
| 11 листопада              | Кеттерінг Таун           | 3:4          | Олдем Атлетік          | 3 481   |
| 11 листопада              | Льюїс                    | 1:4          | Дарлінгтон             | 2 000   |
| 11 листопада              | Лейтон Орієнт            | 2:1          | Ноттс Каунті           | 3 011   |
| 11 листопада              | Менсфілд Таун            | 1:0          | Аккрінгтон Стенлі      | 3 909   |
| 11 листопада              | Моркам                   | 2:1          | Кіддермінстер Гарріерз | 1 673   |
| 11 листопада              | Ньюпорт Каунті           | 1:3          | Свонсі Сіті            | 4 660   |
| 11 листопада              | Нортемптон Таун          | 0:0          | Грімсбі Таун           | 4 092   |
| 21 листопада Перегравання | Грімсбі Таун             | 0:2          | Нортемптон Таун        | 2 657   |
| 11 листопада              | Ноттінгем Форест         | 5:0          | Єдінг                  | 7 704   |
| 11 листопада              | Пітерборо Юнайтед        | 3:0          | Ротергем Юнайтед       | 4 281   |
| 11 листопада              | Порт Вейл                | 2:1          | Лінкольн Сіті          | 3 884   |
| 11 листопада              | Рочдейл                  | 1:1          | Гартліпул Юнайтед      | 2 098   |
| 20 листопада Перегравання | Гартліпул Юнайтед        | 0:0 пен. 4:2 | Рочдейл                | 2 788   |
| 11 листопада              | Рашден енд Даймондс      | 3:1          | Йовіл Таун             | 2 530   |
| 11 листопада              | Солсбері Сіті            | 3:0          | Флітвуд Таун           | 2 684   |
| 11 листопада              | Шрусбері Таун            | 0:0          | Герефорд Юнайтед       | 5 574   |
| 21 листопада Перегравання | Герефорд Юнайтед         | 2:0          | Шрусбері Таун          | 4 224   |
| 11 листопада              | Стаффорд Рейнджерс       | 1:1          | Мейденхед Юнайтед      | 1 526   |
| 21 листопада Перегравання | Мейденхед Юнайтед        | 0:2          | Стаффорд Рейнджерс     | 1 934   |
| 11 листопада              | Свіндон Таун             | 3:1          | Карлайл Юнайтед        | 4 938   |
| 11 листопада              | Торкі Юнайтед            | 2:1          | Літерхед               | 2 218   |
| 11 листопада              | Транмер Роверз           | 4:2          | Вокінг                 | 4 591   |
| 11 листопада              | Рексем                   | 1:0          | Стівенідж              | 2 863   |
| 11 листопада              | Вікем Вондерерз          | 2:1          | Оксфорд Юнайтед        | 6 279   |
| 11 листопада              | Йорк Сіті                | 0:1          | Бристоль Сіті          | 3 535   |
| 12 листопада              | Фарслі Селтік            | 0:0          | Мілтон Кінз Донз       | 2 200   |
| 21 листопада Перегравання | Мілтон Кінз Донз         | 2:0          | Фарслі Селтік          | 2 676   |
| 12 листопада              | Веймут                   | 2:2          | Бері                   | 2 503   |
| 21 листопада Перегравання | Бері                     | 4:3          | Веймут                 | 2 231   |
| 13 листопада              | Гевент енд Вотерлувіль   | 1:2          | Міллволл               | 5 793   |
| 13 листопада              | Маклсфілд Таун           | 0:0          | Волсолл                | 2 018   |
| 21 листопада Перегравання | Волсолл                  | 0:1          | Маклсфілд Таун         | 3 114   |

## Другий раунд
До другого раунду увійшли переможці першого раунду.
| Дата                   | Господарі                | Рахунок | Гості              | Глядачі |
| ---------------------- | ------------------------ | ------- | ------------------ | ------- |
| 1 грудня               | Бредфорд Сіті            | 0:0     | Міллволл           | 4 346   |
| 12 грудня Перегравання | Міллволл                 | 1:0 дч  | Бредфорд Сіті      | 3 220   |
| 1 грудня               | Кінгз Лінн               | 0:2     | Олдем Атлетік      | 5 444   |
| 1 грудня               | Стокпорт Каунті          | 2:1     | Вікем Вондерерз    | 3 821   |
| 2 грудня               | Барнет                   | 4:1     | Нортемптон Таун    | 2 786   |
| 2 грудня               | Брайтон енд Гоув Альбіон | 3:0     | Стаффорд Рейнджерс | 5 741   |
| 2 грудня               | Бристоль Роверз          | 1:1     | Борнмут            | 6 252   |
| 12 грудня Перегравання | Борнмут                  | 0:1     | Бристоль Роверз    | 4 153   |
| 2 грудня               | Олдершот Таун            | 1:1     | Бейсинстоук Таун   | 4 525   |
| 12 грудня Перегравання | Бейсинстоук Таун         | 1:3     | Олдершот Таун      | 3 300   |
| 2 грудня               | Сканторп Юнайтед         | 0:2     | Рексем             | 5 054   |
| 2 грудня               | Дарлінгтон               | 1:3     | Свонсі Сіті        | 4 183   |
| 2 грудня               | Мілтон Кінз Донз         | 0:2     | Блекпул            | 3 837   |
| 2 грудня               | Маклсфілд Таун           | 2:1     | Гартліпул Юнайтед  | 1 992   |
| 2 грудня               | Менсфілд Таун            | 1:1     | Донкастер Роверз   | 4 837   |
| 12 грудня Перегравання | Донкастер Роверз         | 2:0     | Менсфілд Таун      | 5 338   |
| 2 грудня               | Рашден енд Даймондс      | 1:2     | Тамверт            | 2 815   |
| 2 грудня               | Герефорд Юнайтед         | 4:0     | Порт Вейл          | 4 076   |
| 2 грудня               | Свіндон Таун             | 1:0     | Моркам             | 5 942   |
| 2 грудня               | Торкі Юнайтед            | 1:1     | Лейтон Орієнт      | 2 392   |
| 12 грудня Перегравання | Лейтон Орієнт            | 1:2     | Торкі Юнайтед      | 2 384   |
| 2 грудня               | Транмер Роверз           | 1:2     | Пітерборо Юнайтед  | 6 308   |
| 2 грудня               | Бері                     | 2:2     | Честер Сіті        | 3 428   |
| 12 грудня Перегравання | Честер Сіті              | 1:3     | Бері               | 2 810   |
| 3 грудня               | Бристоль Сіті            | 4:3     | Джиллінгем         | 5 663   |
| 3 грудня               | Солсбері Сіті            | 1:1     | Ноттінгем Форест   | 3 100   |
| 12 грудня Перегравання | Ноттінгем Форест         | 2:0     | Солсбері Сіті      | 6 177   |

## Третій раунд
Переможці другого раунду зіграли з усіма командами з Прем'єр-ліги та Чемпіоншипу.
| Дата                  | Господарі               | Рахунок | Гості                    | Глядачі |
| --------------------- | ----------------------- | ------- | ------------------------ | ------- |
| 5 січня               | Бристоль Роверз         | 1:0     | Герефорд Юнайтед         | 8 978   |
| 5 січня               | Сток Сіті               | 2:0     | Міллволл                 | 8 024   |
| 6 січня               | Шеффілд Юнайтед         | 0:3     | Свонсі Сіті              | 15 896  |
| 6 січня               | Портсмут                | 2:1     | Віган Атлетік            | 14 336  |
| 6 січня               | Вест Гем Юнайтед        | 3:0     | Брайтон енд Гоув Альбіон | 32 874  |
| 6 січня               | Лестер Сіті             | 2:2     | Фулгем                   | 15 499  |
| 17 січня Перегравання | Фулгем                  | 4:3     | Лестер Сіті              | 11 222  |
| 6 січня               | Дербі Каунті            | 3:1     | Рексем                   | 15 609  |
| 6 січня               | Вулвергемптон Вондерерз | 2:2     | Олдем Атлетік            | 14 524  |
| 16 січня Перегравання | Олдем Атлетік           | 0:2     | Вулвергемптон Вондерерз  | 9 628   |
| 6 січня               | Тамверт                 | 1:4     | Норвіч Сіті              | 3 165   |
| 6 січня               | Престон Норт-Енд        | 1:0     | Сандерленд               | 10 318  |
| 6 січня               | Ліверпуль               | 1:3     | Арсенал                  | 43 619  |
| 6 січня               | Вотфорд                 | 4:1     | Стокпорт Каунті          | 11 745  |
| 6 січня               | Крістал Пелес           | 2:1     | Свіндон Таун             | 10 238  |
| 6 січня               | Бристоль Сіті           | 3:3     | Ковентрі Сіті            | 13 336  |
| 16 січня Перегравання | Ковентрі Сіті           | 0:2     | Бристоль Сіті            | 13 055  |
| 6 січня               | Пітерборо Юнайтед       | 1:1     | Плімут Аргайл            | 6 255   |
| 16 січня Перегравання | Плімут Аргайл           | 2:1     | Пітерборо Юнайтед        | 9 973   |
| 6 січня               | Квінз Парк Рейнджерс    | 2:2     | Лутон Таун               | 10 064  |
| 23 січня Перегравання | Лутон Таун              | 1:0     | Квінз Парк Рейнджерс     | 7 494   |
| 6 січня               | Саутенд Юнайтед         | 1:1     | Барнслі                  | 5 485   |
| 16 січня Перегравання | Барнслі                 | 0:2     | Саутенд Юнайтед          | 4 944   |
| 6 січня               | Вест Бромвіч Альбіон    | 3:1     | Лідс Юнайтед             | 16 957  |
| 6 січня               | Галл Сіті               | 1:1     | Мідлсбро                 | 17 520  |
| 16 січня Перегравання | Мідлсбро                | 4:3     | Галл Сіті                | 16 702  |
| 6 січня               | Бірмінгем Сіті          | 2:2     | Ньюкасл Юнайтед          | 16 444  |
| 17 січня Перегравання | Ньюкасл Юнайтед         | 1:5     | Бірмінгем Сіті           | 26 099  |
| 6 січня               | Челсі                   | 6:1     | Маклсфілд Таун           | 41 434  |
| 6 січня               | Донкастер Роверз        | 0:4     | Болтон                   | 14 297  |
| 6 січня               | Торкі Юнайтед           | 0:2     | Саутгемптон              | 5 396   |
| 6 січня               | Честер Сіті             | 0:0     | Іпсвіч Таун              | 4 330   |
| 16 січня Перегравання | Іпсвіч Таун             | 1:0     | Честер Сіті              | 11 732  |
| 6 січня               | Блекпул                 | 4:2     | Олдершот Таун            | 6 355   |
| 6 січня               | Ноттінгем Форест        | 2:0     | Чарльтон Атлетик         | 19 017  |
| 7 січня               | Манчестер Юнайтед       | 2:1     | Астон Вілла              | 74 924  |
| 7 січня               | Шеффілд Венсдей         | 1:1     | Манчестер Сіті           | 28 487  |
| 16 січня Перегравання | Манчестер Сіті          | 2:1     | Шеффілд Венсдей          | 25 621  |
| 7 січня               | Кардіфф Сіті            | 0:0     | Тоттенгем Готспур        | 20 376  |
| 17 січня Перегравання | Тоттенгем Готспур       | 4:0     | Кардіфф Сіті             | 27 641  |
| 7 січня               | Евертон                 | 1:4     | Блекберн Роверз          | 24 426  |
| 9 січня               | Барнет                  | 2:1     | Колчестер Юнайтед        | 3 075   |
| 9 січня               | Редінг                  | 3:2     | Бернлі                   | 11 514  |

## Четвертий раунд
У цьому раунді зіграли переможці попереднього етапу.
| Дата                   | Господарі               | Рахунок      | Гості                | Глядачі |
| ---------------------- | ----------------------- | ------------ | -------------------- | ------- |
| 27 січня               | Лутон Таун              | 0:4          | Блекберн Роверз      | 5 887   |
| 27 січня               | Блекпул                 | 1:1          | Норвіч Сіті          | 9 491   |
| 13 лютого Перегравання | Норвіч Сіті             | 3:2 дч       | Блекпул              | 19 120  |
| 27 січня               | Крістал Пелес           | 0:4          | Престон Норт-Енд     | 8 422   |
| 27 січня               | Дербі Каунті            | 1:0          | Бристоль Роверз      | 25 033  |
| 27 січня               | Вест Гем Юнайтед        | 0:1          | Вотфорд              | 31 168  |
| 27 січня               | Барнет                  | 0:2          | Плімут Аргайл        | 5 204   |
| 27 січня               | Бристоль Сіті           | 2:2          | Мідлсбро             | 19 008  |
| 13 лютого Перегравання | Мідлсбро                | 2:2 пен. 5:4 | Бристоль Сіті        | 26 328  |
| 27 січня               | Іпсвіч Таун             | 1:0          | Свонсі Сіті          | 16 635  |
| 27 січня               | Бірмінгем Сіті          | 2:3          | Редінг               | 31 168  |
| 27 січня               | Фулгем                  | 3:0          | Сток Сіті            | 11 059  |
| 27 січня               | Тоттенгем Готспур       | 3:1          | Саутенд Юнайтед      | 33 406  |
| 27 січня               | Манчестер Юнайтед       | 2:1          | Портсмут             | 71 137  |
| 28 січня               | Вулвергемптон Вондерерз | 0:3          | Вест Бромвіч Альбіон | 28 107  |
| 28 січня               | Челсі                   | 3:0          | Ноттінгем Форест     | 41 516  |
| 28 січня               | Манчестер Сіті          | 3:1          | Саутгемптон          | 26 496  |
| 28 січня               | Арсенал                 | 1:1          | Болтон               | 59 778  |
| 14 лютого Перегравання | Болтон                  | 1:3 дч       | Арсенал              | 21 088  |

## П'ятий раунд
На цьому етапі зіграли переможці попереднього раунду.
| Дата                   | Господарі            | Рахунок      | Гості                | Глядачі |
| ---------------------- | -------------------- | ------------ | -------------------- | ------- |
| 17 лютого              | Арсенал              | 0:0          | Блекберн Роверз      | 56 761  |
| 28 лютого Перегравання | Блекберн Роверз      | 1:0          | Арсенал              | 18 882  |
| 17 лютого              | Плімут Аргайл        | 2:0          | Дербі Каунті         | 18 026  |
| 17 лютого              | Вотфорд              | 1:0          | Іпсвіч Таун          | 17 016  |
| 17 лютого              | Мідлсбро             | 2:2          | Вест Бромвіч Альбіон | 21 491  |
| 27 лютого Перегравання | Вест Бромвіч Альбіон | 1:1 пен. 4:5 | Мідлсбро             | 24 925  |
| 17 лютого              | Челсі                | 4:0          | Норвіч Сіті          | 41 537  |
| 17 лютого              | Манчестер Юнайтед    | 1:1          | Редінг               | 70 608  |
| 27 лютого Перегравання | Редінг               | 2:3          | Манчестер Юнайтед    | 23 821  |
| 18 лютого              | Престон Норт-Енд     | 1:3          | Манчестер Сіті       | 18 890  |
| 18 лютого              | Фулгем               | 0:4          | Тоттенгем Готспур    | 18 655  |

## Шостий раунд
На цьому етапі зіграли переможці попереднього раунду.
| Дата                    | Господарі         | Рахунок | Гості             | Глядачі |
| ----------------------- | ----------------- | ------- | ----------------- | ------- |
| 10 березня              | Мідлсбро          | 2:2     | Манчестер Юнайтед | 33 308  |
| 19 березня Перегравання | Манчестер Юнайтед | 1:0     | Мідлсбро          | 71 325  |
| 11 березня              | Челсі             | 3:3     | Тоттенгем Готспур | 41 517  |
| 19 березня Перегравання | Тоттенгем Готспур | 1:2     | Челсі             | 35 519  |
| 11 березня              | Блекберн Роверз   | 2:0     | Манчестер Сіті    | 27 743  |
| 11 березня              | Плімут Аргайл     | 0:1     | Вотфорд           | 20 652  |

## Півфінали
У півфіналах зіграли команди, що перемогли на попередньому етапі.
| Дата      | Господарі       | Рахунок | Гості             | Глядачі |
| --------- | --------------- | ------- | ----------------- | ------- |
| 14 квітня | Вотфорд         | 1:4     | Манчестер Юнайтед | 37 425  |
| 15 квітня | Блекберн Роверз | 1:2 дч  | Челсі             | 50 559  |

## Фінал
| 19 травня 2007 17:00 (BST) |

| Челсі       | 1:0 дч   | Манчестер Юнайтед |
| ----------- | -------- | ----------------- |
| Дрогба 116' | Протокол |                   |

| Вемблі, Лондон Глядачів: 89 826 Арбітр: Стів Беннетт |